# Montagnat

Montagnat este o comună în departamentul Ain din estul Franței.